# Radvanovce
Radvanovce (bis 1927 slowakisch auch „Redvanovce“; ungarisch Tapolyradvány – bis 1907 Radvány) ist eine Gemeinde im Osten der Slowakei mit 836 Einwohnern (Stand 31. Dezember 2024), die im Okres Vranov nad Topľou, einem Teil des Prešovský kraj, liegt.

## Geographie

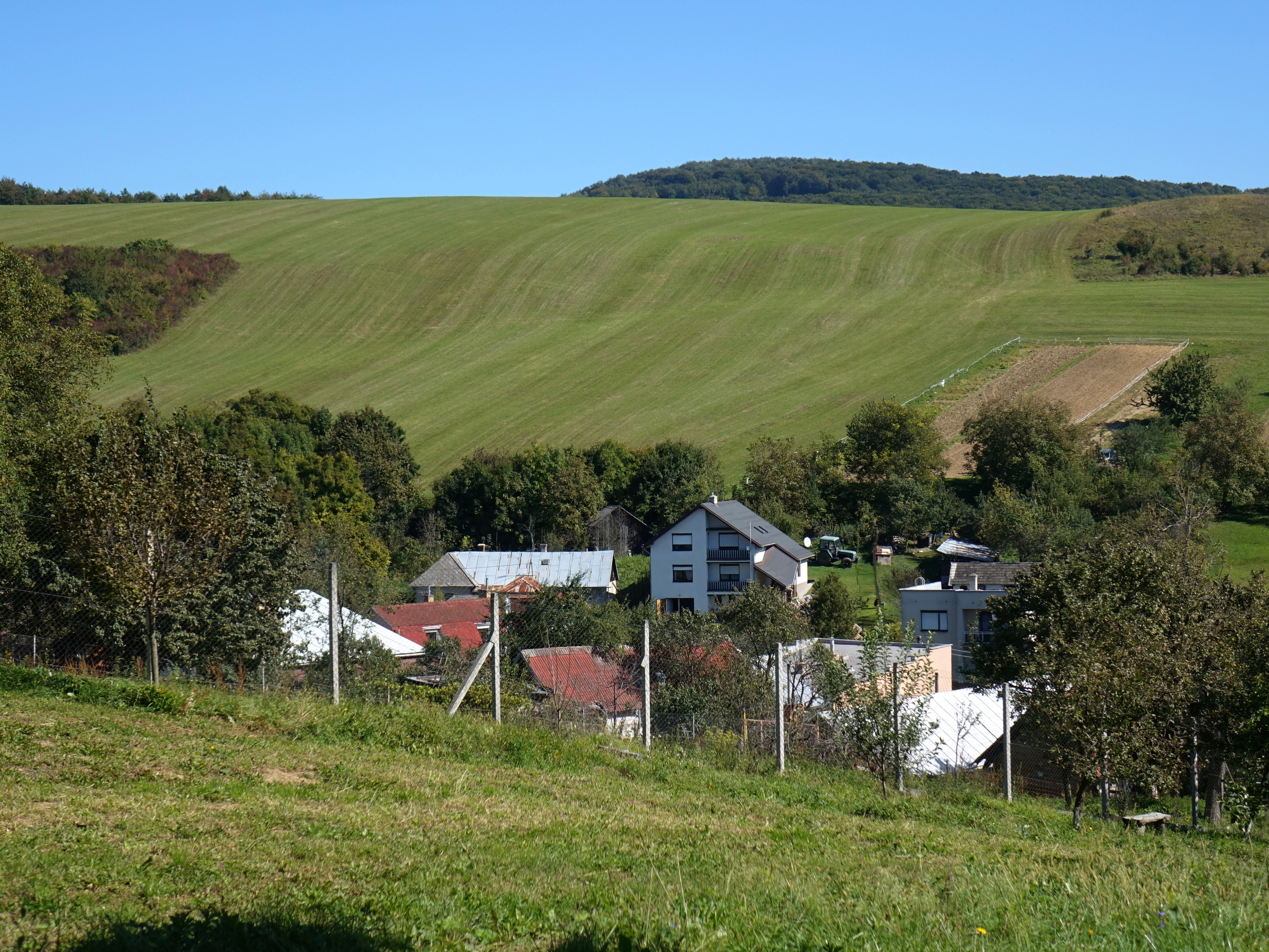
Radvanovce

Die Gemeinde befindet sich am südwestlichen Rand der Niederen Beskiden, im Tal des Baches Hrabinky im Einzugsgebiet der Topľa. Das Ortszentrum liegt auf einer Höhe von 295 m n.m. und ist fünfeinhalb Kilometer von Hanušovce nad Topľou, 20 Kilometer von Prešov sowie 29 Kilometer von Vranov nad Topľou entfernt.
Nachbargemeinden sind Babie im Norden und Nordosten, Medzianky im Osten und Südosten, Pavlovce im Süden und Südwesten und Chmeľov im Westen und Nordwesten.

## Geschichte

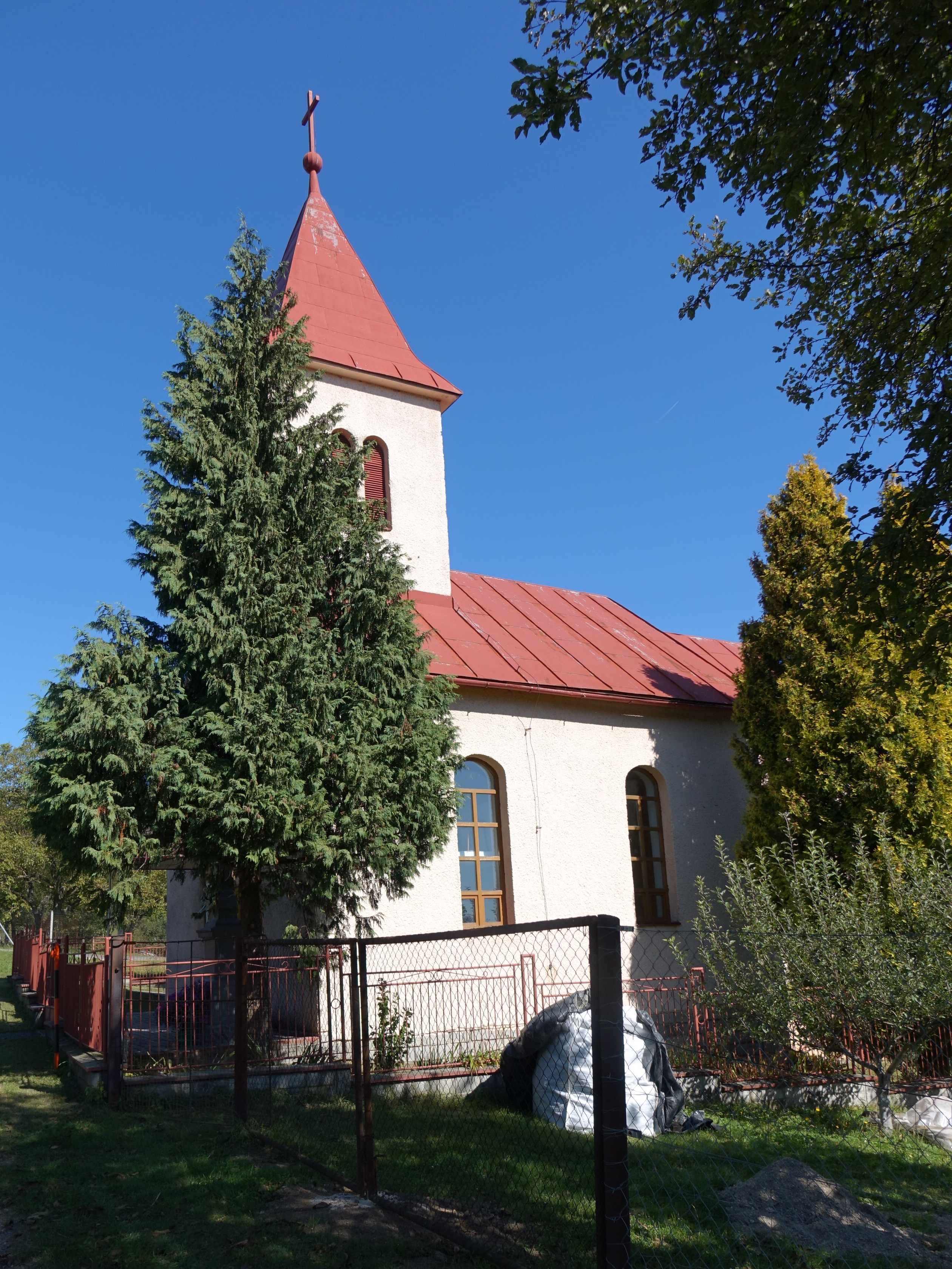
Kirche im Ort

Radvanovce wurde zum ersten Mal 1349 als Raduanfalua schriftlich erwähnt, entstand auf damaligem Gemeindegebiet des Nachbarortes Medzianky und war damals Teil der Herrschaft von Chmeľov. Weitere historische Bezeichnungen sind unter anderen Radwan (1487) und Radwanowcze (1773). 1427 war keine Steuer fällig. Das Dorf war Besitz des Geschlechts Széchy, gefolgt im 16. Jahrhundert von der Familie Soós sowie Semsey und Marenčin im 19. Jahrhundert.
1787 hatte die Ortschaft 29 Häuser und 205 Einwohner, 1828 zählte man 27 Häuser und 215 Einwohner, die als Landwirte beschäftigt waren. Von 1850 bis 1880 wanderten viele Einwohner aus.
Bis 1918 gehörte der im Komitat Sáros liegende Ort zum Königreich Ungarn und kam danach zur Tschechoslowakei beziehungsweise heute Slowakei. Auch in der Zeit der ersten tschechoslowakischen Republik war Radvanovce ein landwirtschaftlich geprägtes Dorf. Nach dem Zweiten Weltkrieg wurde die örtliche Einheitliche landwirtschaftliche Genossenschaft (Abk. JRD) im Jahr 1959 gegründet, ein Teil der Einwohner pendelte zur Arbeit in Industriegebiete in Prešov, Šarišské Lúky und Košice.

## Bevölkerung
| Jahr                | 1994 | 2004    | 2014     | 2024    |
| ------------------- | ---- | ------- | -------- | ------- |
| Anzahl der Personen | 176  | 190     | 211      | 213     |
| Unterschied         |      | +7,95 % | +11,05 % | +0,94 % |

| Jahr                | 2023 | 2024    |
| ------------------- | ---- | ------- |
| Anzahl der Personen | 215  | 213     |
| Unterschied         |      | −0,93 % |

Nach der Volkszählung 2011 wohnten in Radvanovce 212 Einwohner, davon 208 Slowaken, zwei Russinen und ein Tscheche. Ein Einwohner machte keine Angabe zur Ethnie.
118 Einwohner bekannten sich zur römisch-katholischen Kirche, 82 Einwohner zur Evangelischen Kirche A. B., vier Einwohner zu den Zeugen Jehovas und zwei Einwohner zur griechisch-katholischen Kirche. Vier Einwohner waren konfessionslos und bei zwei Einwohnern wurde die Konfession nicht ermittelt.

## Bauwerke und Denkmäler
- römisch-katholische Kirche Maria vom Rosenkranz, ursprünglich als Kapelle im neoklassizistischen Stil im Jahr 1909 erbaut, die 1968 zur Kirche erweitert wurde[6]

## Verkehr
Nach Radvanovce führt nur die Cesta III. triedy 3601 („Straße 3. Ordnung“) als Abzweig der Cesta I. triedy 18 („Straße 1. Ordnung“) zwischen Lipníky und Vranov nad Topľou.